# Ngụy Thu Nguyệt
Ngụy Thu Nguyệt (bính âm: Wèi Qiūyuè; sinh ngày 26 tháng 09 năm 1988 ở Thiên Tân), là thành viên của Đội tuyển bóng chuyền nữ quốc gia Trung Quốc và từng đội trưởng đội bóng chuyền nữ quốc gia Trung Quốc (2009-2012). Cô hiện đang chơi cho câu lạc bộ Thiên Tân Bột Hải.

## Sự nghiệp
Cô chiến thắng huy chương nội dung đồng đội tại Olympic Bắc Kinh 2008 và huy chương bạc tại World Grand Prix năm 2007.
Cô chiến thắng giải Bóng chuyền Montreux Master năm 2010 với đội tuyển quốc gia Trung Quốc và được trao giải thưởng giải cây "Chuyền hai tốt nhất".
Cô cũng là cây Chuyền hai tốt nhất tại Giải Vô địch Thế giới 2010.
Sau khi một vị trí thứ 5 thất vọng tại Thế vận hội Mùa hè 2012, năm 2013 cô đã nghỉ một năm ở đội tuyển quốc gia để dưỡng thương đầu gối của mình, và không tham gia vào đội tuyển quốc gia trong một mùa giải. Sau đó cô ký hợp đồng với Igtisadchi Baku trong mùa giải 2013-2014 cùng với các đồng đội cũ của cô là Mã Uẩn Văn và Trương Lỗi.

## Câu lạc bộ
- Igtisadchi Baku (2013-2014)
- Thiên Tân Bột Hải

## Giải thưởng cá nhân
- 2007 Montreux Volley Masters "Best Setter"
- 2007 FIVB World Grand Prix "Best Setter"
- 2008 Asian Women's Cup Volleyball Championship "MVP"
- 2010 Montreux Volley Masters "Best Setter"
- 2010 FIVB Women's World Championship "Best Setter"
- 2011 Asian Women's Volleyball Championship "Best Server"